# Bothrocophias
Bothrocophias es un género de serpientes de la familia Viperidae y subfamilia Crotalinae. Incluye seis especies que se distribuyen por América del Sur. 

## Especies
Se reconocen a las siguientes especies:
- Bothrocophias andianus[2] Amaral, 1923 - Víbora cabeza de lanza andina, Jergón andino.
- Bothrocophias tulitoi Angarita-Sierra, Cubides-Cubillos & Hurtado-Gómez, 2022[3] - Víbora cabeza de lanza de Tulio, Equis de la Cordillera Oriental Colombiana.
- Bothrocophias campbelli (Freire-Lascano, 1991) - Víbora boca de sapo, Equis Pachona.
- Bothrocophias colombianus (Rendahl & Vestergren, 1940)[4] - Víbora cabeza de lanza colombiana, Equis Colorada de Munchique, Equis Gata.
- Bothrocophias hyoprora (Amaral, 1935)[5] - Víbora boca de sapo de la Amazonia, Hoja Podrida del Amazonas, Cuiama nariguda.
- Bothrocophias microphthalmus (Cope, 1876)[6] - Vibra de cuatro narices de montaña, Jararaca nariguda.
- Bothrocophias myersi Gutberlet & Campbell, 2001[7] - Víbora cabeza de lanza roja, Equis Roja del Cauca.
- Bothrocophias myrringae Angarita-Sierra, Cubides-Cubillos & Hurtado-Gómez, 2022[3] - Víbora cabeza de lanza de Myriam, Equis de Cundinamarca.